# 木村雅彦
木村 雅彦（きむら まさひこ）は、日本のゲームミュージック作曲家。元コナミデジタルエンタテインメント所属（1993年入社）。悪魔城ドラキュラシリーズや幻想水滸伝シリーズなどで作曲を担当した。現在はコナミから独立。山口県岩国市出身。

## 作品
- 悪魔城ドラキュラシリーズ
  - 悪魔城ドラキュラXX（上高治己、冨田朋也と共同作曲）
  - 悪魔城ドラキュラ黙示録（古川元亮、江川麻理子と共同）
  - 悪魔城ドラキュラ黙示録外伝 LEGEND OF CORNELL
  - 悪魔城ドラキュラ 蒼月の十字架（山根ミチル、渡辺愉香と共同）
- 幻想水滸伝シリーズ
  - 幻想水滸伝III（山根ミチル、吉田孝志と共同）
  - 幻想水滸伝IV（山根ミチル、三浦憲和と共同）
- 実況パワフルプロ野球シリーズ
- らくがきっず（冨田朋也、中村康三と共同）
- パロディウスシリーズ
  - 実況おしゃべりパロディウス フォーエバーウィズミー

| スタブアイコン | サブスタブ | この項目は、まだ閲覧者の調べものの参照としては役立たない、音楽関係者（バンド等）に関連した書きかけの項目です。この項目を加筆・訂正などしてくださる協力者を求めています（P:音楽/PJ:芸能人）。 |